# Jivice na Dunavu
Jivice na Dunavu[nedostaje izvor] (njemački: Ybbs an der Donau) je grad u Donjoj Austriji. U Jivicu živi 5683 stanovnika. Grad je najveći grad u Melskom kotaru. 

## Politika
Gradonačelnik je Anton Sirlinger (SPÖ).

### Općinsko vijeće

#### Izbori 2010. (u zagradi rezultat 2005.)
- SPÖ 16 (19)
- ÖVP 9 (8)
- FPÖ 3 (1)
- Zeleni 1 (1)

## Gradovi prijatelji
- Bobbio (Italija) (1990.)

## Znamenitosti
- Vijećnica Jivica
- Župna crkva svetog Lovre

## Poznate osobe
- Alfred Gusenbauer, savezni kancelar Austrije 2006. - 2008. (SPÖ)
- Othmar Karas, član europskog parlamenta (ÖVP)